# イエリズ・バシャ
イエリズ・バシャ（原語表記: Yeliz Askan Başa、旧姓：アスカン、1987年8月13日 - ）は、トルコの女子バレーボール選手。

## 来歴
イスタンブール出身。14歳の時にBeykozバレーボールクラブに入団。1年後にベシクタシュに移籍した。当初のポジションはミドルブロッカーであったが、後にオポジットにも登用される。
2009年にサラエボで開催されたバルカン選手権では、チーム優勝に貢献し、自らもベストスパイカーに輝いた。2011年からはナショナルチーム代表としても活躍。
2012年10月、日本のVプレミアリーグのNECレッドロケッツに1年契約で移籍した。日本におけるトルコ人プレイヤーは史上初となる。2012/13シーズンにおいて、前年最下位のチームをレギュラーラウンド1位の原動力となり、第62回黒鷲旗で準優勝に大きく貢献した。
2013年5月に韓国リーグの現代建設ヒルステートと契約した。2014/15シーズンはNECレッドロケッツと再び契約。

## 所属クラブ
- ベシクタシュ（2006-2012年）
- NECレッドロケッツ（2012-2013年）
- 現代建設ヒルステート（2013-2014年）
- NECレッドロケッツ（2014-2016年）
- VKプロスチェヨフ（2016-2017年）
- ハルクバンク・アンカラ（英語版）（2017年）
- Gresik Petrokimia Pupuk Indonesia（英語版）（2018年）
- Jakarta Popsivo Polwan（英語版）（2018-2019年）
- ナコンラチャシマ（2019年）
- HC Duc Giang Tia Sang（ベトナム語版）（2018-2019年）
- Partizani （2019-2020年）
- Llaneras de Toa Baja（英語版）（2019-2020年）
- ナコンラチャシマ（2020-2021年）
- Bandung BJB Tandamata（英語版）（2021-2022年）
- アンテア・ヴィチェンツァ（イタリア語版）（2021-22年）
- Bodrum Belediyesi Bodrumspor（2021-2022年）
- Creamline Cool Smashers（英語版）（2022-2023年）
- Supreme Chonburi（英語版）（2022-2023年）
- Bodrum Belediyesi Bodrumspor（2023年）
- Cangrejeras de Santurce（2023-2024年）
- サンディエゴ・モジョ（英語版）（2024年-）

## 受賞歴
- 2009年 - バルカン選手権 ベストスパイカー
- 2010年 - バルカン選手権 MVP、ベストスコアラー